# Нефтегазоносный бассейн Персидского залива
Нефтегазоносный бассейн Персидского залива — нефтегазоносный бассейн, расположенный на территории Катара, Бахрейна, Саудовской Аравии, Кувейта, Ирака, Ирана, Омана, Объединенных Арабских Эмиратов, частично Турции и Сирии.
Площадь нефтегазового бассейна — 1,43 млн км². Первое нефтяное месторождение (Месджеде-Солейман) открыто в 1908, газовое (Парс) — в 1965. В пределах Персидского залива выявлено около 300 нефтяных и газовых месторождений, из которых 13 с запасами нефти от 1 до 10 млрд т и 40 с запасами нефти от 100 млн до 1 млрд т.
Значительная часть нефтегазоносного бассейна Персидского залива находится на Аравийском полуострове, далее он распространяется на северо-восток в Персидский залив и на юго-западный склон горной цепи Загрос. Этот бассейн располагается на территории Ирана, Ирака, Сирии, Турции, Иордании, Саудовской Аравии, Кувейта, Катара, Бахрейна, Объединенных Арабских Эмиратов, Омана.

Схема бассейна. Зелеными квадратами обозначены гигантские нефтяные месторождения, красными - газовые.

Крупнейшие месторождения нефти на суше — это Аль-Гавар (Саудовская Аравия), на море — Сафания-Хафджи (Саудовская Аравия).
Крупнейшие месторождения газа на суше — это Аль-Гавар (Саудовская Аравия), на море — Северный Купол/Южный Парс (Катар, Иран).
Нефтегазоносный бассейн делится на
1. Басра-Кувейтский район — территория Кувейта и южной части Ирака. Основные месторождения нефти — Бурган, Ар-Румайла, Лулу-Эсфандиар, Сафания-Хафджи, Азадеган, Даште-Абадан, Западная Курна, Меджнун и т. д. В этом районе находятся все запасы нефти и газа Кувейта и 70 % запасов Ирака.
2. Месопотамский район — территория Ирака, частично Сирии и Турции. Основные месторождения нефти — Киркук, Восточный Багдад и т. д. В этом районе находится 30 % запасов Ирака.
3. Предзагросский район — южная часть Ирана. Основные месторождении нефти — Ахваз, Фердоус, Новвруз, Марун, Гечсаран. Основные месторождении газа — Южный Парс, Ассалуйе, Северный Парс, Пазанун и т. д. В этом районе находятся все нефтяные и 98 % газовых запасов Ирана.
4. Район Хасы — восточная часть Саудовской Аравии. Основные месторождения нефти — Аль-Гавар, Абкаик, Берри, Манифа, Катиф, Духан т.д. В этом районе находится 90 % запасов нефти и газа Саудовской Аравии.
5. Район восточной части Персидского залива — северная часть Омана, Объединенных Арабских Эмиратов, Катара и Бахрейна. Основные месторождения нефти — Аль-Закум, Мурбан-Баб[англ.], Фатех. Основные месторождения газа — Северный Купол. В этом районе находятся все запасы ОАЭ и Катара, 10 % запасов Саудовской Аравии.
6. Район Хадрамаута — территория Йемена и южная часть Омана. Основные месторождения — Мармуд, Алам, Джалмуд и т. д.
7. Район Сирийской пустыни(Пальмиры) — территория восточной части Сирии и иракской провинции Анбар. Основные месторождения — Аккас (Ирак), Риша (Иордания) и т. д.

В большей части месторождений нефтеносны известняки верхнего и нижнего мела. На юго-востоке ареала зон обнаружена группа месторождений Габа (Салех-Нахайда, Карн-Алам и др.), в которых основными продуктивными отложениями являются песчаники пермского возраста.